# Blaveta de l'espantallops
La blaveta de l'espantallops (Iolana iolas) és una espècie de lepidòpter papilionoïdeu de la família dels licènids (Lycaenidae). Es distribueix pel Marroc, Algèria, sud d'Europa (des de la península Ibèrica fins als Balcans), Turquia i l'Iran. És present als Països Catalans. Tot i la seva àmplia distribució, habita en reductes aïllats i sempre en poc nombre. A més, el seu hàbitat a la península Ibèrica es redueix a zones amb la presència de la seva principal planta nutrícia Colutea arborescens. Aquests factors han fet que s'inclogui al Llibre Vermell de Lepidòpters de la península Ibèrica, en la categoria de perill d'extinció (EN) i a la Llista Vermella Europea d'Espècies Amenaçades amb l'estatus de quasi amenaçada (NT).
Es tracta d'una de les blavetes més grans d'Europa. El dimorfisme sexual no és gaire accentuat; tot i això les femelles tenen les tonalitats blaves de l'anvers restringides a la regió basal i discal, mentre que el blau dels mascles el cobreix pertot, fet que, en conjunt, fa que sigui vistosa. Ara bé, la dificultat d'observar individus és accentuada degut a la seva curta vida durant l'etapa adulta, al univoltinisme i al freqüent sedentarisme, lligat sempre a la relativa monofàgia de l'eruga.

## Sistemàtica i taxonomia
El gènere Iolana va ser situat per Eliot (1973) a la secció Glaucopsyche dels Polyommatini, juntament amb els gèneres Scolitantides, Glaucopsyche, Maculinea, Pseudophilotes… Aquesta postura ha estat mantinguda per gran part de la comunitat científica, encara que algun autor ha assenyalat aquesta secció com una tribu a part i al gènere Iolanas com a subgènere de Glaucopsyche.

### Subespècies ibèriques
- Iolana iolas farriolsi Segarra, 1930 - Localitat tipus: Vallvidrera, Barcelona.
- Iolana iolas thomasi Hemming, 1931 - Localitat tipus: Valdovecar-Albarrasí, Terol.
- Iolana iolas saritae Fernández-Rubio, 1973 - Localitat tipus: Sierra Elvira, Granada.

### Iolana debilitata
Alguns científics consideren Iolana iolas de la península Ibèrica com l'espècie Iolana debilitata, suposada espècie separada a partir de la subespècie de Iolana iolas del nord-oest d'Àfrica. A més a més, hi distingeixen la subespècie Iolana debilitata debilitata com a pròpia del nord-oest d'Àfrica i sud peninsular i Iolana debilitata farriolsi com a pròpia del centre i nord-est peninsular.

## Distribució
A Àfrica es troba al Marroc: Gran Atles, est del país, probablement extingida a Jerada; Algèria: Medea, Berrouaghia, Blida, Aflou, Al Bayadh, Djelfa i Batna; entre els 800 i 2000 m d'altitud. Al sud i est d'Espanya les poblacions es distribueixen per Badajoz, Sevilla, Càdis, Granada, Almeria, Jaén, Montes Universales, Navarra, Osca, Saragossa, Madrid i Catalunya; França: des de Savoia fins a Provença i est dels Pirineus; Suïssa: restringida a la vall del Roine; nord i centre d'Itàlia; Àustria, Hongria, Albània, Bosnia i Hercegovina, Bulgària, Romania, Croàcia, Macedònia, Montenegro, Eslovènia i Grècia; entre els 100 i 2000 m d'altitud al continent europeu. A Àsia es troba en llocs de l'Orient Mitjà, com oest de Turquia o Iran.
A Catalunya la seva distribució és irregular i es basa en poblacions aïllades i d'estabilitat dubtosa, entre els 100 i 800 metres, encara que s'han observat individus fins als 1300m. Coincideix amb la distribució de Colutea. Així doncs, s'han detectat exemplars a la Serra de Collserola, Vallvidrera, Taradell, Aiguafreda, La Conreria, Matadepera, La Pobla de Claramunt, Montserrat, Vimbodí, Urús, entre d'altres. Darrerament s'han citat individus al Pallars Jussà, Pallars Sobirà, Alt Urgell, Sant Llorenç del Munt i una cita aïllada a Paüls. No es descarta l'existència de més poblacions, encara que tampoc s'evita la idea de la possible extinció d'algunes d'aquestes, ja que en molts llocs no es torna a registrar des de fa anys. Per tant, la majoria de cites corresponen a la Serralada Prelitoral. No ha estat mai citada ni a Andorra, on la Colutea creix a Sant Julià de Lòria, ni a les Illes Balears, on és improbable que es trobi, ja que no hi creix la planta nutrícia.

## Descripció

### Imago

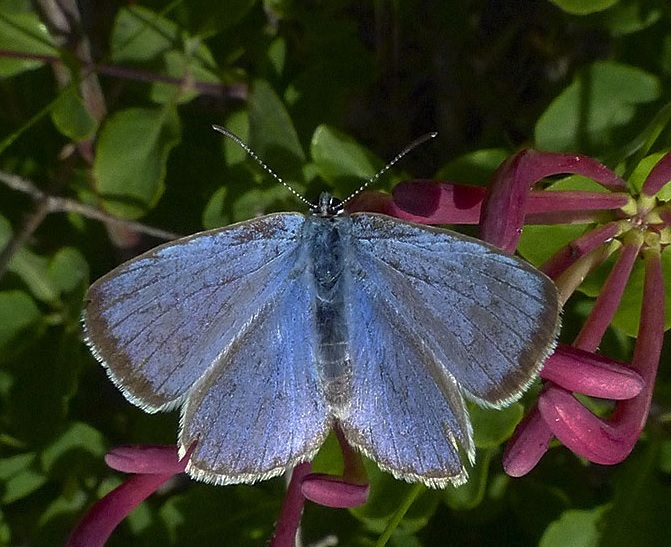
Exemplar mostrant l'anvers (Mas de Bondia, Segarra)

L'imago té una envergadura alar d'entre 32 i 42, cosa que el converteix en una de les espècies de licènids més grans d'Europa. Els mascles tenen un anvers molt similar a la comuna Polyommatus icarus, quasi completament blau cel amb marges negres. A les femelles, en canvi, hi predomina més el color negre al revers, no limitant-se només als marges sinó que envaeix la regió submarginal i en alguns exemplars també la discal; de vegades les escames que donen lloc el blau només es presenten a la regió basal. Fímbries completament blanques.
El revers és més característic de l'espècie. Als dos sexes el revers és gris, sense lúnules taronges pròpies d'algunes espècies del gènere Polyommatus i Aricia, tot i que és possible que hi siguin però dissimulats amb la coloració grisa. Ales anteriors amb una franja postdiscal de 6 punts lleugerament corbada i un altre allargat a la cel·la, en alguns exemplars a penes visible. Ales posteriors amb una altra de postdiscal encara més corbada, formada per un total de 8 ò 9 punts, un punt més a la regió discal de S7 i un últim a la cel·la; aquests darrers poden ser complicats d'apreciar depenent de l'individu.

### Eruga
L'eruga és relativament gran (fins a 22 mm), rabassuda i aplanada cap als extrems, mostrant-se com la típica forma d'eruga de la família. La seva coloració pot ser bastant variable, però sempre es manté en tons discrets predominant les combinacions color crema-blanc i blanc-groc, semblant a les tonalitats pròpies de larves xilòfagues de coleòpters. També poden ser verdoses, marronoses o grogoses, i poden presentar una línia dorsal més fosca. Quan es disposen a pupar, el seu dors adquireix un color ataronjat.

### Pupa
La pupa arriba fins als 12 mm de llargària. És marró clara recoberta de taques negres, de grandària variable, per tot el cos. En alguns individus l'abundància d'aquestes pot semblar que siguin del mateix color negre. La seva forma recorda a la d'una matrioska de peus arrodonits. Els segments abdominals situats seguits de les ales són molt compactes i petits, impedint el moviment de la pupa. Pot haver-hi una franja dorsal negra i dues files subdorsals de punts negres.

### Ou
Els ous de Iolana iolas són d'uns 0,8 mm de diàmetre; la mida és gran, comparada amb ous d'altres licènids. Són blancs i plans a la part superior, donant un aspecte aixafat, amb cel·les de gran profunditat als laterals, mostrant una fisonomia també diferent de la resta de licènids europeus.

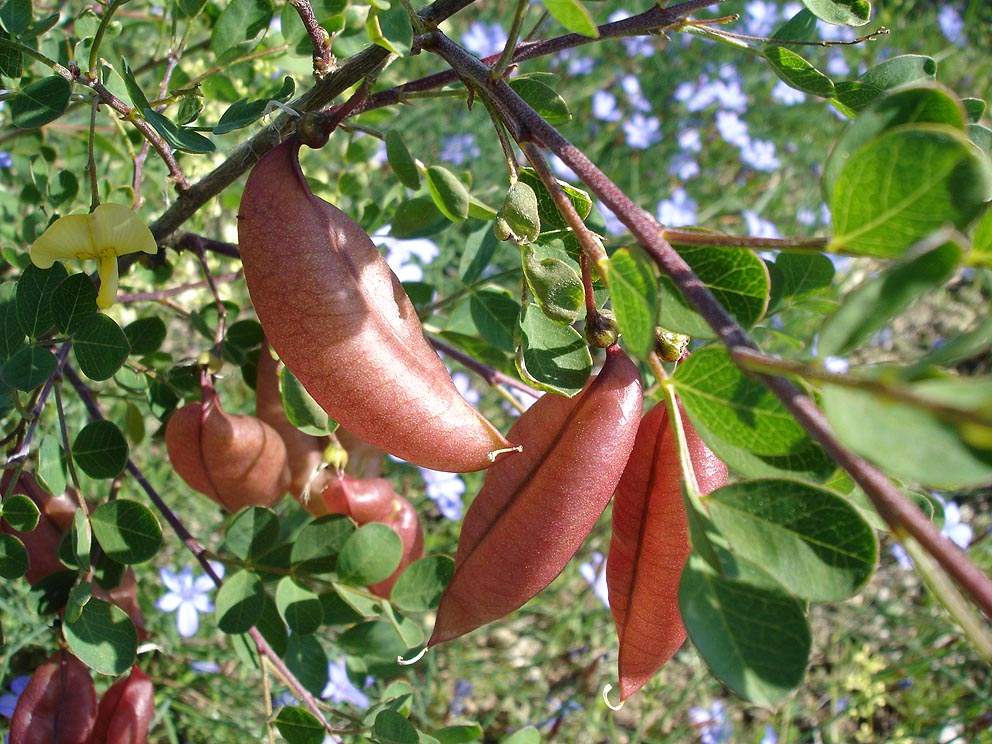
Fruit de l'espantallops, principal aliment de l'eruga de Iolana iolas.

## Hàbitat
Iolana iolas habita en llocs arbustius i secs, normalment sobre sòl calcari, probablement pedregosos, corresponents al territori mediterrani i submediterrani (ara bé, és capaç de colonitzar àrees amb condicions diferents a la mediterrànies). És imprescindible la presència de la seva planta nutrícia, l'espantallops (Colutea arborescens) i més rarament Colutea atlantica, arbusts de la família de les lleguminoses fruit del qual s'alimenta l'eruga, que viu protegida dins de la beina. Al nord-est de Grècia també s'alimenta dels fruits de la planta del mateix gènere Colutea cilicica. La relació entre el nombre d'exemplars de la població i el nombre de fruits produïts aquella temporada és molt estreta, si els fruits disminueixen, la quantitat d'individus de Iolana iolas també, i a l'inrevés, mostrant una sincronització.
Malauradament no a tots els hàbitats que reuneixen les característiques preferides de l'espècie s'hi acaba trobant. Es creu que l'extinció d'aquesta papallona a certes zones pot ser deguda a la dessecació de la planta o fins i tot a incendis ocorreguts a la regió anteriorment.

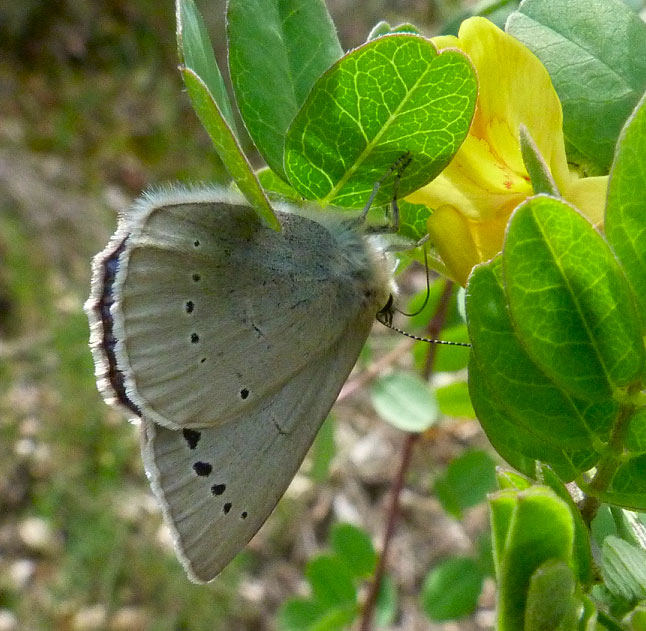
Adult alimentant-se de nèctar del nèctar de l'espantallops.

## Període de vol
El seu període de vol és d'una generació a l'any. L'imago vola entre finals d'abril i principis de juliol. S'han detectat alguns individus a l'agost i setembre, cosa que sembla indicar una possible segona generació parcial o també una emersió retardada de la primera degut a condicions climàtiques excepcionals. L'estat de desenvolupament de la planta nutrícia és decisiu a l'espècie i, per tant, l'emersió dels imagos ha de ser precisa i coincidir amb l'abundància d'aliment per a la larva, cosa que de vegades no es compleix. Hibernació com a pupa sota les pedres.
A la península Ibèrica els primers exemplars s'observen a finals d'abril i els últims a primers de juny. Durant el maig és quan s'arriba al pic d'individus. Es creu que, en cas d'haver-hi una segona emersió d'adults, seria un fet accidental, ja que les erugues no tindrien aliment. Podria ser degut a un règim estival de pluges anormal. Existeix la possibilitat que aquest fet es produeixi als Alps suïssos, on la planta nutrícia pot arribar a florir fins i tot a la tardor.

## Biologia

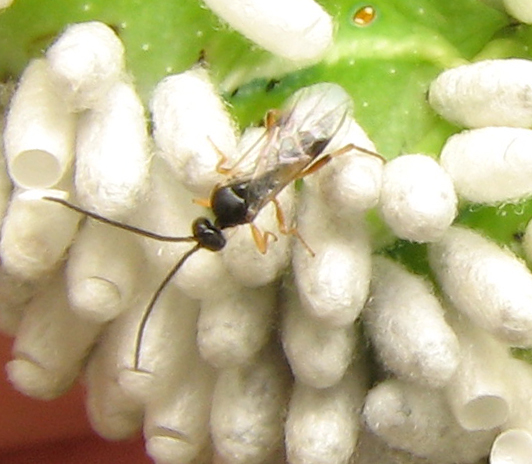
Himenòpter del gènere Cotesia, un dels principals parasitoides de Iolana iolas, recentment emergit de les pupes, situades sobre una eruga d'esfíngid morta.

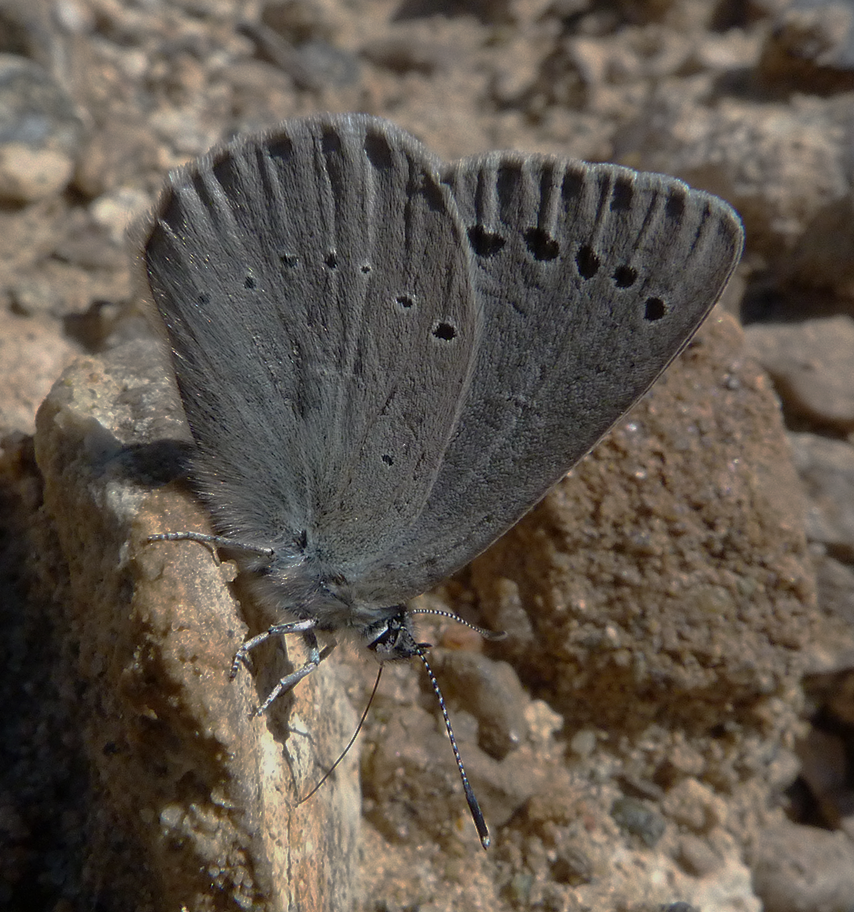
Adult xuclant sals del terra humit a Passanant (Conca de Barberà)

Les femelles acostumen a pondre els ous, habitualment un per beina i diversos per planta (de vegades se n'observa més d'un a cada beina, producte de diverses femelles), sobre els fruits (o sobre els sèpals) que tenen 1 o 2 setmanes, mentre que alhora hi ha flors, nèctar gràcies al qual s'alimenten els adults. Aquest fet és important si tenim en compte que dues terceres parts de les flors no donen lloc a fruits i que si les beines són massa velles els fruits estarien secs. La incubació dura una setmana.
És possible que durant el desenvolupament larvari, que dura al voltant d'un mes, aquestes s'associïn amb formigues (estableixin una relació mirmecofílica) del gènere Myrmica i Tapinoma erraticum, obtenint les unes protecció i les altres una substància ensucrada que segreguen; tot i això, aquesta relació no es produeix habitualment. A mitjans de juliol, quan l'eruga ja ha completat el seu desenvolupament, descendeixen fins a terra, on pupen sota les roques i poden arribar a passar-hi fins a quatre hiverns, encara que el més usual és un o dos. Aquest fet depèn principalment de la temperatura i de les precipitacions.
Les erugues poden ser parasitades per himenòpters, com l'Anisobas cephalotes: l'imago pon un ou sobre una eruga en L2 o L3, i la seva larva es desenvolupa dins de l'eruga i hiverna en forma de pupa dins de la mateixa pupa del lepidòpter; Cotesia specularis, segueix una metodologia similar a l'espècie anterior, encara que les larves d'aquesta surten de l'eruga moribunda i pupen formant capolls de seda (en ser més petita, se n'alimenten més d'un individu). El fet de poder trobar una eruga ja crescuda és degut en el fet que cadascuna durant la seva vida s'alimenta de dues beines; així doncs mentre aquestes surten buscant una de nova, són atacades pels himenòpters. S'han arribat a obtenir uns percentatges de mortalitat de fins al 50% per aquesta causa.
Comparteix hàbitat i alimentació amb altres espècies de la família tals com Lampides boeticus, molt més abundant, Plebejus argus, Celastrina argiolus, Galucopsyche alexis i Leptotes pirithous, larves amb les quals es pot associar. Curiosament, sota les mateixes condicions, la quantitat d'erugues de Iolana iolas parasitades és superior a la de Lampides boeticus.
Les femelles adultes no es desplacen gaire lluny del lloc on van néixer, alimentant-se del nèctar que ofereix la mateixa planta de la qual es va alimentar quan era una eruga, cosa que dificulta enormement la dispersió de l'espècie i alhora dificulta la possible observació; per contra, els mascles, més actius i agressius, acostumen a separar-se buscant abeuradors (ribes de rierols, tolls o terres humides) o altres femelles, fins i tot se n'han trobat a quilòmetres de distància dels llocs de cria. Els mascles mostren un comportament patrullador, volant entre les plantes de Colutea buscant femelles. Recentment hi ha estudis que indiquen el contrari, fins i tot que les femelles poden arribar a recórrer el doble de distàncies que els mascles; es creu que aquest comportament pot ser degut a la necessitat de les femelles de distribuir els ous el més separat possible per evitar parasitoides i altres causes de mortalitat. Segons un estudi del 2007 realitzat al centre de la península Ibèrica, els mascles recorren majors distàncies, tot i que només el 9% abandona l'àrea d'on van néixer, mentre que per les femelles, ho fa un 72%. Cal considerar que es tracta d'un dels licènids de vida més curta en fase adulta, només viu entre 3 i 4 dies.

## Conservació
En el conjunt europeu es tracta d'una espècie en regressió, extingida a països com Àustria i Eslovàquia. La seva àrea de distribució s'ha vist disminuïda fins a un 30% en països com Bosnia i Hercegovina i Romania. El seu principal enemic és la destrucció del seu hàbitat per culpa de l'agricultura intensiva, a més de l'ús inadequat d'insecticides i herbicides. La seva raresa junt amb la regressió que pateix han produït la designació d'espècie quasi amenaçada (NT) per la Llista Vermella Europea d'Espècies Amenaçades.

### Península Ibèrica
Es tracta d'una espècie molt rara a la península Ibèrica, amb poblacions aïllades i irregulars, sobre moltes de les quals encara es tenen dubtes referents a la seva permanència. A més ha estat castigada per la urbanització: com a exemple, l'antiga població ofegada per l'actual barri de Sant Genís dels Agudells de Barcelona. La seva dependència quasi exclusiva a una espècie de planta, i més concretament als seus fruits, la fa encara més vulnerable, ja que s'ha d'ajustar amb èxit al cicle vital del vegetal, cosa que de vegades no es pot produir amb exactitud.
Davant d'aquesta situació, el 1985 se la va incloure al Llibre Vermell de Lepidòpters de la península Ibèrica sota l'estat de perill d'extinció (EN), tot i que des del 1976 es considerava vulnerable (VU). També està inclosa al Catàleg d'Espècies Protegides de la Comunitat de Madrid en l'estatus de sensible a l'alteració del seu hàbitat. Segons el Llibre Vermell, es considera extingida (erròniament, ja que s'ha redescobert recentment) la subespècie catalana farriolsi i en perill d'extinció les subespècies thomasi (Serranía de Cuenca i Sierra de Albarracín), saritae (Granada i Almeria) i fidelis (Loeches i Campo Real, Madrid). La població de Campo Real, després d'un fort declivi, s'ha recuperat i es pot intentar la seva protecció creant una àrea de reserva al llarg de la carretera entre Campo Real i Loeches. Es pensa a intentar una repoblació a El Regajal, Madrid. La seva captura està prohibida.
Per tal de conservar-la, la comunitat científica recomana la recuperació de zones amb Colutea, la seva plantació a rotondes, mitjanes i talussos de carreteres per tal d'augmentar la connectivitat entre poblacions, protegir els espais on encara es troba l'espècie i, per acabar, no recol·lectar individus.

### Altres regions
A Suïssa la destrucció del seu hàbitat han fet disminuir les poblacions gradualment. Durant els darrers anys s'han anat realitzant plantacions de Colutea arborescens prop d'on s'observaven individus regularment per assegurar-ne l'hàbitat i, per tant, la conservació de l'espècie. Des del 1994 forma part de la Llista Vermella Suïssa de Fauna i Flora com en perill d'extinció i considera la seva conservació prioritària. Aquestes plantacions han tingut èxit; en deu anys la meitat van ser colonitzades, tot i que amb pocs individus.